# Saint-Hubert, Belgien
Saint-Hubert är en kommun i Belgien.   Den ligger i provinsen Luxemburg och regionen Vallonien, i den sydöstra delen av landet, 110 km sydost om huvudstaden Bryssel. Antalet invånare är 5 758. Saint-Hubert gränsar till Tellin, Nassogne, Tenneville, Sainte-Ode, Libramont-Chevigny och Libin. 